# Partia Baas (Syria)

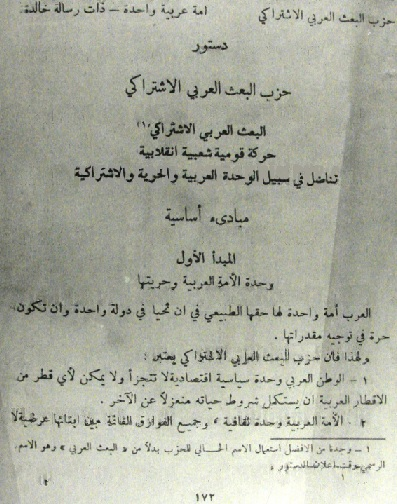
Egzemplarz konstytucji partii z 1947

Partia Socjalistycznego Odrodzenia Arabskiego – Region Syria (arab. ‏حزب البعث العربي الاشتراكي – قطر سوريا‎, Hizb al-Baas al-Arabi al-Isztiraki – Kutr Surija), syryjska partia Baas – jedna z dwóch organizacji partyjnych powstałych po rozłamie w partii Baas w latach 60. XX wieku. Reprezentuje ideologię baasizmu, łączącą socjalizm arabski i panarabizm.
W 1947 Michel Aflak, Salah ad-Din al-Bitar oraz Zaki al-Arsuzi utworzyli w Damaszku Partię Odrodzenia Arabskiego (arab. Hizb al-Baas al-Arabi). Program ideowy organizacji – baasizm – sformułowany został przede wszystkim przez Aflaka i głosił potrzebę zjednoczenia wszystkich Arabów, tworzących jeden narodów, we wspólnym państwie, a następnie budowę ustroju socjalistycznego, który był jednak definiowany w sposób bardzo ogólny (miał stanowić połączenie elementów myśli socjalistycznej z Europy ze specyfiką arabską). Ostateczny kształt i nazwę partia przybrała w 1952, po połączeniu z Arabską Partią Socjalistyczną kierowaną przez Akrama al-Hauraniego. Elektorat partii stanowiło głównie chłopstwo z regionu Hamy, gdzie popularny był al-Haurani, oraz studenci i intelektualiści z miast. Z czasem partia poszerzała swoją bazę społeczną zwłaszcza o niezamożną ludność prowincji oraz o mniejszości religijne i etniczne, z entuzjazmem przyjmujące jej hasła równouprawnienia Arabów niezależnie od wyznania.
Partia Baas doprowadziła w 1958 do zawarcia przez Syrię unii z naserowskim Egiptem, jednak powstała w ten sposób Zjednoczona Republika Arabska przetrwała tylko trzy lata. Fiasko unii doprowadziło również do ogromnego spadku wpływów organizacji. Równolegle jednak tajną organizację, Komitet Wojskowy, utworzyli w 1959 sympatyzujący z baasizmem oficerowie, pragnąc przejąć władzę i przystąpić do realizacji programu partii drogą rewolucyjną. Ostatecznie stało się tak w 1963, gdy Komitet Wojskowy przeprowadził w Syrii udany zamach stanu. W ciągu kolejnych trzech lat rządząca autorytarnie partia przeprowadziła szereg reform  (nacjonalizacja banków i większości przedsiębiorstw, reforma rolna). Równocześnie wewnątrz organizacji trwały spory na tle ideologicznym, ale również religijnym i etnicznym. W 1966 frakcja radykalna kierowana przez Salaha Dżadida przeprowadziła drugi zamach stanu, przejmując kontrolę nad krajem i wzmacniając socjalistyczny kierunek polityki wewnętrznej. Przegrana wojna sześciodniowa doprowadziła jednak do utraty popularności tej grupy. Kolejna faza walk o władzę w partii i w kraju zakończyła się sukcesem bardziej umiarkowanego Hafiza al-Asada, który objął władzę dyktatorską w 1970 i sprawował ją do śmierci w 2000. Od zamachu stanu w 1963 wszystkie rządy w Syrii tworzone były przez partię Baas, a istniejący od 1971 pluralizm partyjny miał charakter fasadowy.
W latach 60. XX wieku partia Baas, dotąd oficjalnie jednolita, podzieliła się na konkurujące ze sobą gałęzie syryjską i iracką. Każda z nich prowadziła swoje oddziały również w innych państwach arabskich.
W okresie rządów al-Asada partia Baas z organizacji „awangardy rewolucyjnej” stała się partią masową, której podstawowym celem było utrzymywanie władzy w kraju, sprawowanie kontroli nad instytucjami państwowymi. W praktyce stopniowo rezygnowano z socjalistycznego programu głoszonego przez założycieli organizacji. Oficjalnie koniec starań o budowę socjalizmu w Syrii ogłosił syn Hafiza al-Asada i jego następca na urzędzie prezydenta, jak również na stanowisku sekretarza generalnego partii. Od przejęcia przez niego władzy w 2000 partia stopniowo traciła na znaczeniu w systemie władzy w kraju, chociaż nadal stanowiła ważny czynnik katalizowania społecznej aktywności i budowania bazy poparcia dla rządu. Po wybuchu w Syrii protestów przeciwko władzy al-Asada z konstytucji Syrii usunięto wzmiankę o przewodniej roli partii. Rządy baasistów w Syrii zostały obalone w grudniu 2024.

## Historia

### Utworzenie

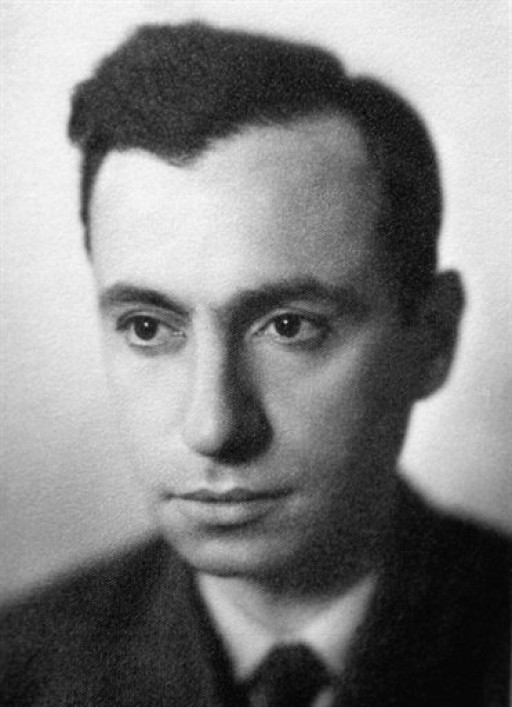
Michel Aflak

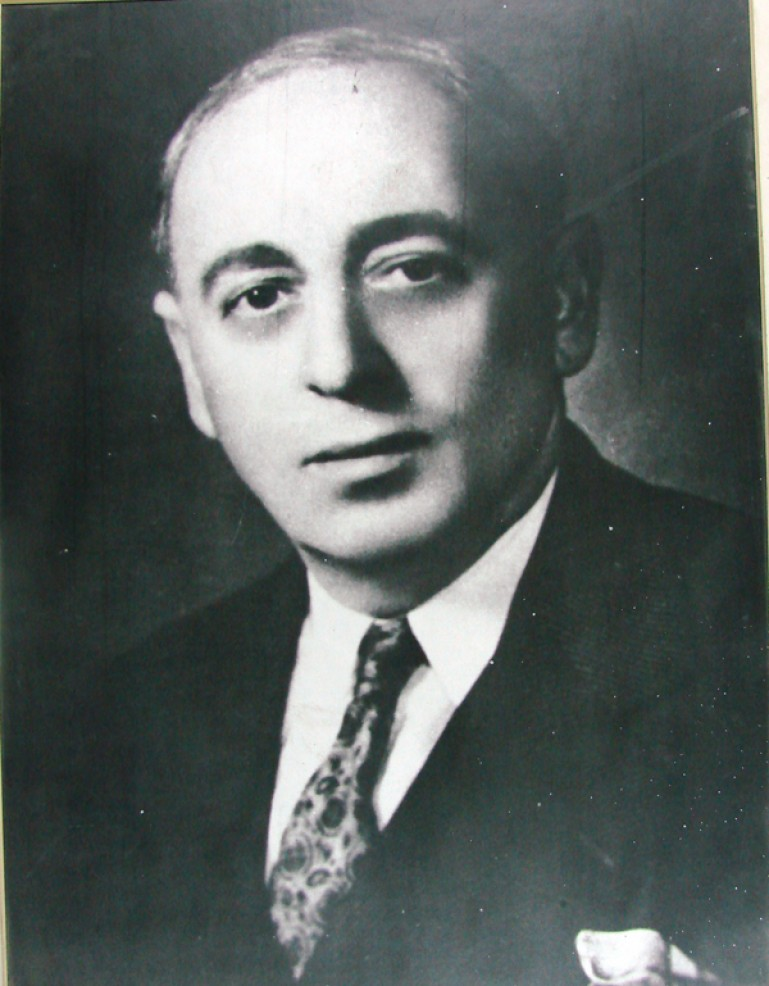
Zaki al-Arsuzi

W 1947 Michel Aflak, Salah ad-Din al-Bitar oraz Zaki al-Arsuzi utworzyli w Damaszku Partię Odrodzenia Arabskiego (arab. Hizb al-Baas al-Arabi). Program polityczny organizacji opierał się na założeniach ideologii baasizmu (z ar. bas - odrodzenie, zmartwychwstanie), sformułowanej przede wszystkim przez Aflaka, chociaż zbliżony program propagował niezależnie od niego al-Arsuzi.
W pierwszych wyborach parlamentarnych w niepodległej Syrii, w 1947, partia Baas (jeszcze jako Partia Odrodzenia Arabskiego) wprowadziła do parlamentu swoich przedstawicieli, którzy działali następnie w ramach lewicowej koalicji z Arabską Partią Socjalistyczną, Komunistyczną Partią Syrii i mniejszymi formacjami. Dwa lata później partia z nadzieją przyjęła zamach stanu przeprowadzony przez pułkownika Husniego az-Za’ima. Uznała go za szansę na przełamanie dominacji w krajowej polityce osób wywodzących się z rodzin miejskich notabli lub zamożnych posiadaczy ziemskich. Partia nie potępiła również kolejnych przewrotów przeprowadzonych jeszcze w tym samym roku przez Samiego al-Hinnawiego oraz Adiba asz-Sziszaklego. Po puczu al-Hinnawiego Aflak przyjął nawet stanowisko ministra oświaty w rządzie tymczasowym. Gdy rządy asz-Sziszaklego stawały się coraz bardziej autorytarne, partia Baas znalazła się w opozycji. W analogicznej sytuacji znalazła się Arabska Partia Socjalistyczna kierowana przez Akrama al-Hauraniego, początkowo współpracownika asz-Sziszaklego. W 1952 partia socjalistyczna przyłączyła się do formacji Aflaka i al-Bitara, a tak powstała organizacja przyjęła nazwę łączącą nazwy dwóch poprzedniczek: Partia Socjalistycznego Odrodzenia Arabskiego (arab. Hizb al-Baas al-Arabi al-Isztiraki). 
Naczelnymi hasłami partii były dążenie do jedności arabskiej, szeroko rozumianej wolności (wyznania, wypowiedzi, zgromadzeń, ekspresji artystycznej) oraz socjalizmu. Granice państwa arabskiego sięgać miały od Adenu i cieśniny Bab al-Mandab do Tatwan oraz do Anatolii na północy, pokrywając się z obszarem największej terytorialnej ekspansji arabsko-muzułmańskiej. Partia uznawała jedynie istnienie wielkiego narodu arabskiego, a nie osobnych narodów posługujących się językiem arabskim, toteż z założenia miała być jednolitą strukturą działającą na całym wskazanym wyżej obszarze, podzieloną - do momentu utworzenia jednego państwa wszystkich Arabów - na oddziały w poszczególnych krajach. Szybko po swoim powstaniu znalazła zwolenników w całym świecie arabskim, poza Syrią przede wszystkim w Libanie, Jordanii, Iraku, Libii, Tunezji i Jemenie. Praktycznie od początku jednak okazywało się, że różnice między społecznościami arabskimi w poszczególnych krajach są zbyt poważne, by w pełni skoordynować działalność lokalnych komórek partyjnych. Mimo to do 1966 krajowe (według nomenklatury baasistowskiej - regionalne) organizacje formalnie uznawały wspólne kierownictwo - Przywództwo Narodowe.
Powstała w 1952 partia przejęła zwolenników dwóch poprzedniczek - ubogiego chłopstwa z regionu Hamy, gdzie popularny był al-Haurani i jego organizacja, oraz studentów i intelektualistów z miast (w przeważającej części także wiejskiego pochodzenia, przybyłych do miast niedawno), którzy wcześniej znaleźli się pod wpływem idei Aflaka. Wielu sympatyków partii, ukończywszy naukę w Damaszku, powracała do rodzinnych wsi i tam pozyskiwała dla baasizmu kolejnych zwolenników. W rezultacie partia stała się znacznie silniejsza na syryjskiej prowincji, wśród ubogiego chłopstwa, które z entuzjazmem przyjmowało socjalistyczny program, niż w miastach, gdzie w życiu publicznym tradycyjnie dominowały zamożne rody kupieckie. Partia Baas znajdowała również zwolenników wśród przedstawicieli mniejszości religijnych (alawitów, chrześcijan, ismailitów, Druzów), do których przemawiały postulaty świeckiego państwa i równouprawnienia Arabów niezależnie od wyznania. Szczególną popularność partia Baas zdobywała wśród alawitów.
Partia była organizacją o luźnej strukturze. Po zjednoczeniu Partii Odrodzenia Arabskiego i Arabskiej Partii Socjalistycznej tylko ok. 80 polityków tej drugiej realnie utożsamiło się z ideologią głoszoną przez Aflaka. Pozostali byli lojalni przede wszystkim wobec Akrama al-Hauraniego.

### Partia Baas w Syrii w latach 1952–1963

#### Utworzenie Zjednoczonej Republiki Arabskiej

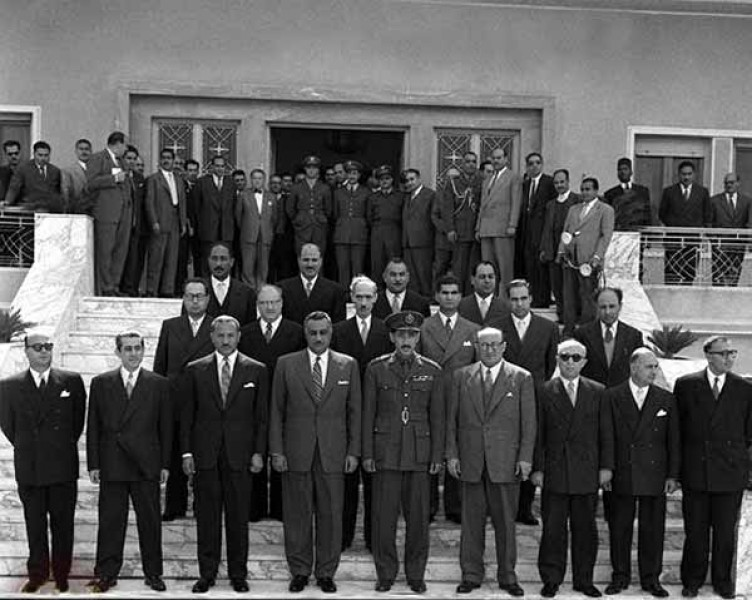
Grupa przywódców egipskich i syryjskich przez pałacem prezydenckim w Damaszku. W pierwszym rzędzie stoją Akram al-Haurani, wiceprezydent Zjednoczonej Republiki Arabskiej (drugi z lewej), Abd al-Latif al-Baghdadi, wiceprezydent Egiptu (trzeci z lewej), Gamal Abdel Naser (czwarty z lewej), marszałek Egiptu Abd al-Hakim Amir (w środku), Sabri al-Asali, wiceprezydent Syrii (czwarty z prawej), Salah ad-Din al-Bitar, współzałożyciel partii Baas (pierwszy z prawej)

W latach 50. XX wieku poparcie dla partii Baas sukcesywnie wzrastało. Nie zmieniał tego nawet fakt, że organizacja podzielona była wewnętrznie na liczne niewielkie frakcje, dyscyplina w partii faktycznie nie istniała, jej kierownictwo podejmowało decyzje bez konsultacji z szerszą grupą członków.
Po wyborach parlamentarnych w Syrii w 1956 partia utworzyła koalicję rządową z Partią Ludową i wprowadziła do rządu Sabriego al-Asalego swoich przedstawicieli. Od początku postulowała, by Syria podjęła negocjacje z Egiptem w sprawie zawarcia przez oba kraje unii. Elitę władzy w Egipcie od rewolucji w 1952 tworzyli działacze wywodzący się z ruchu Wolnych Oficerów; jego przywódca Gamal Abdel Naser był prezydentem kraju (on też jako pierwszy wystąpił z koncepcją integracji egipsko-syryjskiej). Głoszony przez niego program arabskiego socjalizmu oraz panarabizmu był ideowo bliski baasizmowi. Ponadto przywódców partii do zacieśniania kontaktów z Egiptem skłaniała także niepewna sytuacja międzynarodowa kraju (zimna wojna, próby włączenia Syrii do Paktu Bagdadzkiego, doktryna Eisenhowera, wrażenie wywołane interwencją zachodnią w czasie kryzysu sueskiego). Wreszcie na postawę liderów partii Baas wpływał fakt, że idee lewicowe w Syrii były - pod wpływem wymienionych wydarzeń międzynarodowych, przekładających się na nastroje antyzachodnie - coraz popularniejsze, a partia Baas musiała rywalizować o poparcie z Komunistyczną Partią Syrii. Wreszcie czynnikiem, który skłaniał polityków syryjskich do poparcia idei unijnej, była obawa przed kolejnym zamachem stanu - wojsko syryjskie pozostawało wpływowe w polityce. Ponieważ Sabri al-Asali i prezydent Szukri al-Kuwatli również popierali ideę unii syryjsko-egipskiej, negocjacje w sprawie unii zakończyły się 29 stycznia 1958 wspólną deklaracją prezydentów obu państw o utworzeniu Zjednoczonej Republiki Arabskiej. Jej prezydentem został Gamal Abdel Naser.

#### Zjednoczona Republika Arabska. Zakonspirowane struktury partii Baas
W Zjednoczonej Republice Arabskiej partie polityczne zostały zdelegalizowane. Zastąpić je miała jedna naserowska organizacja - Unia Narodowa. Rozwiązanie takie wynikało z osobistego przekonania Abdel Nasera, że jego osobista uczciwość wystarczy, by kierować państwem, a partie polityczne nieuchronnie musiałyby ulec korupcji, tak, jak partie działające w przedrewolucyjnym Egipcie. Abdel Naser nie zamierzał również godzić się, by w kraju propagowane były inne poglądy, niż jego własna wersja arabskiego socjalizmu. Salah ad-Din al-Bitar zgodził się na takie warunki, w imieniu całej partii, jeszcze przed zawarciem unii. Sam Aflak wierzył, że likwidacja odrębnych struktur partyjnych nie uniemożliwi aktywistom organizacji skutecznej walki o zjednoczenie Arabów, tym bardziej, gdy Egipt i Syria dały już przykład w tym zakresie.
Politycy związani z partią Baas objęli większość stanowisk w radzie wykonawczej Prowincji Północnej ZRA (tak przemianowano Syrię), a Akram al-Haurani został jednym z dwóch wiceprezydentów państwa. Z czasem jednak zjednoczone państwo spotykało się z coraz większym rozczarowaniem Syryjczyków, którzy przekonali się, że realna władza w kraju znalazła się w rękach prezydenta Egiptu. Konserwatywne elity syryjskie oburzyło natomiast przeprowadzenie w Syrii reformy rolnej na wzór egipskich. W rezultacie w lipcu 1959, podczas wyborów do lokalnych rad Unii Narodowej, politycy wywodzący się z partii Baas uzyskali zaledwie 3% poparcia. Stało się do dla Abdel Nasera pretekstem do zdymisjonowania al-Hauraniego oraz baasistowskich ministrów. W sierpniu 1961 prezydent zlikwidował dwie odrębne rady wykonawcze obu prowincji, centralizując władzę w Kairze. Rozczarowana takim postępowaniem partia Baas przestała popierać ZRA. Baasiści nie starali się ratować unii, gdy 28 września 1961 grupa oficerów pod kierownictwem Abd al-Karima an-Nahlawiego dokonała (przy wsparciu Arabii Saudyjskiej i Jordanii, jak również przy poparciu tradycyjnej elity kupieckiej Syrii zamachu stanu w Damaszku i ogłosiła restytucję niepodległości Syrii.

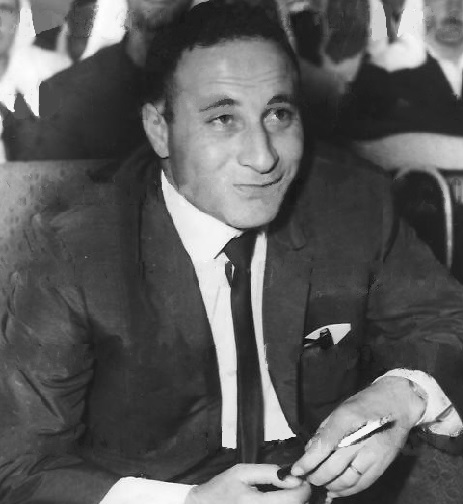
Abd al-Karim al-Dżundi, członek Komitetu Wojskowego partii Baas od 1960

Tymczasem już w 1959 grupa syryjskich oficerów, przed likwidacją należących do partii Baas, skierowanych do służby w Kairze postanowiła doprowadzić do odtworzenia formacji i przeprowadzenia w Zjednoczonej Republice Arabskiej rewolucji w duchu ideologii baasizmu. W tym celu utworzyła ściśle zakonspirowany Komitet Wojskowy, którego istnienie dopiero w 1964 zostało w pełni ujawnione cywilnym politykom partii. Zarówno Aflak, jak i al-Bitar przed 1958 pozyskiwali wojskowych dla organizacji, lecz marginalizowali ich rolę w niej. Twórcami Komitetu byli Muhammad Umran, Mazjad Hunjadi, Abd al-Ghani Ajjasz i Baszir Sadik. Rok po utworzeniu struktury trzej ostatni zostali jednak przeniesieni z wojska do korpusu dyplomatycznego, toteż Umran dokooptował na ich miejsce Salaha Dżadida, Hafiza al-Asada, Abd al-Karima al-Dżundiego, Ahmada al-Mira, Usmana Kanana oraz Munira al-Dżirudiego. Dwa ostatni nie odgrywali jednak większej roli w pracach Komitetu. Skład Komitetu kilkakrotnie się zmieniał, bezpośrednio przed przejęciem władzy przez partię Baas w 1963 liczył on 14 oficerów, jednak kluczową rolę w strukturze odgrywało wymienionych pięciu wojskowych. Początkowo Komitetem kierował Umran, zaś od 1961 - Dżadid. Wszyscy oni wywodzili się z syryjskich mniejszości wyznaniowych (Dżadid, Umran i al-Asad byli alawitami, al-Mir i al-Dżundi - ismailitami), a poza Dżadidem byli potomkami ubogich chłopów.
Początkowo komitet nie stawiał sobie za cel przejęcia władzy w Syrii. Oficerowie pragnęli jedynie odbudowy zlikwidowanej partii Baas oraz poprawy sytuacji i zwiększenia wpływów grup religijnych, z których się wywodzili. Zamierzali również działać na rzecz przeprowadzenia w Zjednoczonej Republiki Arabskiej rewolucji w duchu baasistowskim. Komitet prowadził swoją działalność w ścisłej tajemnicy: jego członkowie spotykali się na prywatnych kwaterach lub poza Kairem. Upowszechniali również ideologię partii Baas wśród innych wojskowych i starali się utrzymywać kontakty z dawnymi cywilnymi działaczami organizacji. Gdy unia stawała się coraz bardziej niepopularna, w 1960 Komitet Wojskowy zaczął budować nielegalnie odbudowywać struktury partyjne, pozyskując do nich dawnych baasistów - zarówno wojskowych, jak i cywilów. Nie informowano ich jednak o istnieniu Komitetu Wojskowego. Większość członków tak utworzonej siatki wywodziła się z ubogich środowisk wiejskich, często z mniejszości religijnych. Oprócz struktur budowanych przez wojskowych w okresie ZRA nadal nielegalnie funkcjonowały również komórki partyjne w Lataki, Hauranie i Dajr az-Zaur. Działacze tych komórek, dzięki nawiązanym kontaktom z Komitetem Wojskowym, byli bardzo wpływowi w Syrii w pierwszych latach po przejęciu przez partię władzy w 1963.

#### 1961–1963
Partia Baas restytuowała swoje struktury w Syrii dopiero w maju 1962, osiem miesięcy po rozpadzie ZRA. Wielu dawnych członków partii nie było zainteresowanych wstąpieniem do niej, hołdowali bowiem poglądom naserowskim. Niektórzy utworzyli własne niewielkie organizacje. W marcu 1963 partia liczyła jedynie ok. 600 członków.

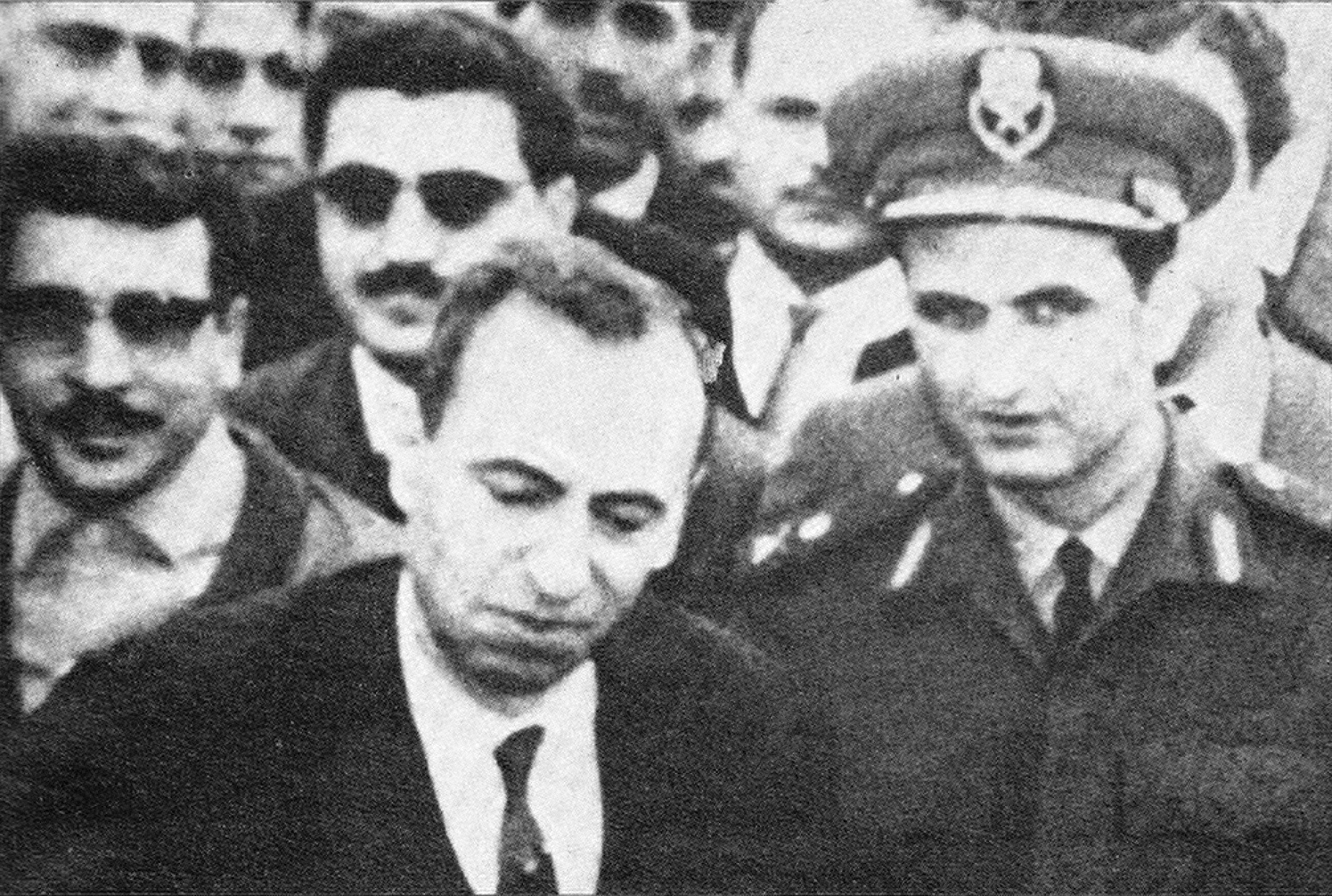
Michel Aflak, sekretarz generalny partii Baas, z Salahem Dżadidem, kierującym Komitetem Wojskowym, 1963

Niezależnie od kierownictwa restytuowanej partii Baas działali członkowie Komitetu Wojskowego. Po upadku ZRA nowy rząd uznał ich za ideologicznie niepewnych, toteż musieli odejść z wojska i przejść do służby cywilnej. Mimo to kontynuowali agitację baasistowską wśród oficerów. W końcu 1962 do ich spisku dołączyli pułkownik Zijad al-Hariri, pułkownik Muhammad as-Sufi oraz pułkownik Raszid al-Kutajni, naseryści, którzy dali się przekonać, że w sojuszu z baasistami odbudują wspólne państwo egipsko-syryjskie. Stojący na czele partii Michel Aflak zdawał sobie sprawę, że jedynie przy udziale armii jego organizacja będzie mogła objąć władzę, natomiast wojskowi uznawali, że bez współpracy z cywilnymi strukturami partii przeprowadzanie rewolucji pod hasłami baasizmu nie ma sensu, także w wymiarze propagandowym. Wiosną 1962 Michel Aflak zgodził się, by Komitet Wojskowy przeprowadził zamach stanu. Nie ustalono, kto po sukcesie przewrotu obejmie władzę w kraju; zgodzono się jedynie, że Syria pozostanie krajem niepodległym i nie będą podejmowane rozmowy z Naserem o nowej unii.

### Rządy partii Baas w Syrii (1963-1966)
W lutym 1963 udany zamach stanu przeprowadziła w Iraku tamtejsza organizacja partii Baas. Wydarzenie to skłoniło Komitet Wojskowy do natychmiastowego działania, mimo zastrzeżeń Aflaka, który argumentował, że siły partii w Syrii są niewystarczające. Kierowany przez Komitet przewrót miał miejsce w nocy z 7 na 8 marca 1963 i zakończył się całkowitym sukcesem.
Bezpośrednio po przejęciu władzy partia Baas zdecydowała o zwiększeniu liczby członków poprzez nadanie statusu pełnoprawnego członka wszystkim kandydatom do członkostwa. W ciągu kolejnego roku przyjmowanie nowych członków odbywało się w praktyce znacznie prościej, niż przewidywał partyjny regulamin (według którego kandydat uzyskiwał pełnię praw członkowskich po ok. 36 miesiącach, gdy pozostawał „zwolennikiem”, a następnie „uczniem”). Do marca 1964 liczba członków partii Baas wzrosła pięciokrotnie. W procesie pozyskiwania nowych aktywistów niejednokrotnie dochodziło do nadużyć. W celu zwiększenia swoich wpływów i prestiżu w organizacji lokalni działacze partii Baas wprowadzali do niej lojalne wobec siebie osoby, nawet jeśli nie znały one ideowych założeń partii lub nie utożsamiały się z nimi. Wewnątrzorganizacyjny raport z 1965 wskazywał, że w organizacji panowała słaba dyscyplina, w partii powielane były dawne relacje klientelistyczne lub sieci koneksji, istniały podziały regionalne, wyznaniowe lub nawet plemienne, które nie miały nic wspólnego z oficjalnym programem organizacji. Wszystkie te problemy uwidoczniły się podczas wyborów delegatów na II Syryjski Kongres Regionalny partii Baas, zorganizowany w tym samym roku.

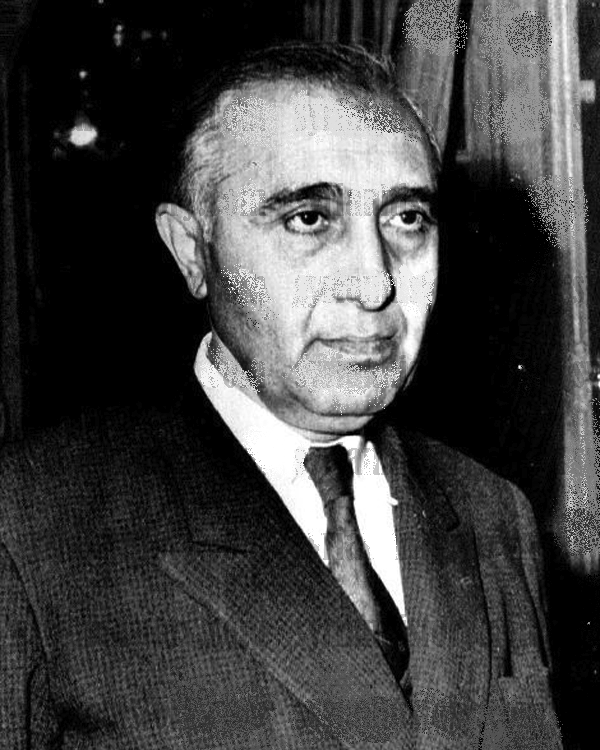
Współtwórca partii Baas Salah ad-Din al-Bitar jako premier Syrii, 1963

Na czele państwa stanęła po przewrocie Narodowa Rada Dowództwa Rewolucji, złożona z dwunastu członków partii Baas i ośmiu naserystów oraz ludzi niezwiązanych z żadną organizacją. Do rządu dopuszczono, obok oficerów, także polityków cywilnych (Salah ad-Din al-Bitar został jej pierwszym przewodniczącym), jednak to wojskowi faktycznie kierowali jego pracami. Najważniejsze decyzje podejmowali, poza posiedzeniami Narodowej Rady, członkowie Komitetu Wojskowego.
Jeszcze na przełomie marca i kwietnia 1963 członkowie oraz zwolennicy partii Baas, na czele z ministrem spraw wewnętrznych gen. Aminem al-Hafizem usunęli naserystów z wojska. Ci w proteście ogłosili odejście z rządu, zaś 18 lipca 1963 pod wodzą płk. Dżasima Alwana podjęli próbę przejęcia władzy drogą kolejnego zamachu stanu. Został on jednak stłumiony. Następnie uzyskane po 8 marca stanowiska stracili także oficerowie i politycy niezależni. Komitet Wojskowy zdobył faktycznie pełnię władzy w Syrii. W 1964 baasistowski rząd znacjonalizował największe przedsiębiorstwa w kraju, zaś w roku następnym - także szereg mniejszych. Następnie rząd przeprowadził także nacjonalizację banków i wdrożył reformę rolną. Wreszcie w 1964 ogłosił nową tymczasową konstytucję Syrii, silnie inspirowaną ideami baasistowskimi. Syrię określono jako „demokratyczną republikę socjalistyczną”, a Syryjczyków jako część wielkiego narodu arabskiego. Zdobycie władzy przez organizację przełożyło się na szybki wzrost liczby członków. W latach 1964–1965 baasiści zyskali znaczące wpływy także w związkach zawodowych i wśród robotników miejskich.
Wewnątrz partii Baas praktycznie natychmiast po przejęciu władzy zaczęło dochodzić do sporów wewnętrznych. Była to konsekwencja wcześniejszych tendencji w rozwoju organizacji i faktu, że jej członkowie wielokrotnie byli lojalni nie wobec całej partii, a wobec konkretnej frakcji lub osoby. Według sekretarza generalnego partyjnego Przywództwa Narodowego w latach 1965-1966 Munifa ar-Razzaza wewnątrzpartyjne nieformalne frakcje zrzeszające działaczy tego samego wyznania zaczęły powstawać ok. 1965, chociaż formalnie partia głosiła świeckość państwa i równość wyznania. Działacze partyjni utrudniali sunnitom dostęp do Akademii Wojskowej czy służb, preferowano natomiast alawitów, ismailitów, druzów i chrześcijan (głównie prawosławnych). Oficjalnie o etnicznych i wyznaniowych przyczynach wewnętrznych konfliktów nie mówiono. Jedynie w 1964 Muhammad Umran próbował otwarcie skupić wokół siebie alawitów, by zastąpić na czele Rady Rewolucyjnych Dowódców sunnitę al-Hafiza. Próba ta zakończyła się niepowodzeniem. O wpływy w partii rywalizowali również politycy cywilni z wojskowymi. Założyciele partii, Aflak i al-Bitar, byli zdania, że wojsko po przeprowadzeniu przewrotu w 1963 powinno zrezygnować z zaangażowania politycznego. Oficerowie nie zamierzali jednak oddać władzy w kraju w ręce pierwszych ideologów baasizmu. Nie wszystkie jednak wewnętrzne konflikty w partii oraz pomiędzy należącymi do niej oficerami dają się wytłumaczyć podziałami religijnymi lub etnicznymi. Niezależnie od nich postępowała radykalizacja partii; wojskowi i młodsza generacja działaczy reprezentowali częściej poglądy bardziej zdecydowanie lewicowe niż twórcy organizacji. Podczas gdy Przywództwo Narodowe (frakcja „narodowców” - ) pozostawało przy pierwotnych, interpretowanych w umiarkowany sposób ideach baasistowskich, w Przywództwie Regionalnym znaleźli się radykałowie (tzw. „regionaliści” - kutrijjun), opowiadający się za natychmiastową transformacją kraju w duchu socjalistycznym.

### Partia Baas jako partia rządząca w Syrii (1966–1970)

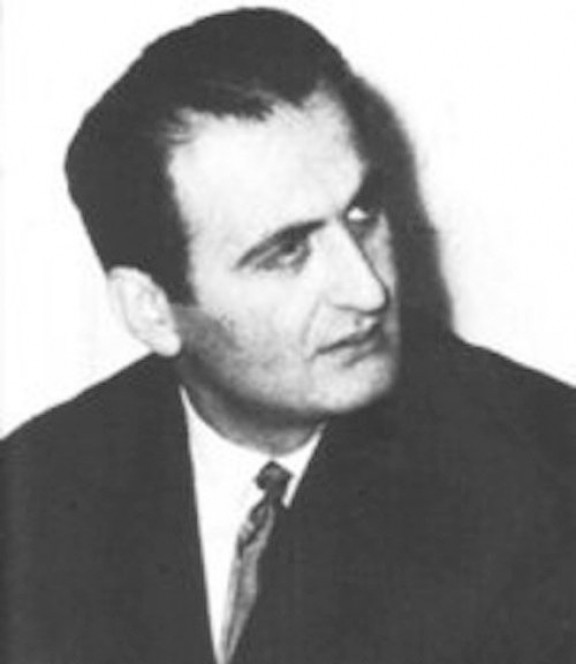
Salah Dżadid jako zastępca sekretarza generalnego Przywództwa Regionalnego partii Baas

Na początku 1966 rywalizacja między umiarkowaną i radykalną frakcją partii Baas przybrała na sile. Liderzy radykałów, Salah Dżadid i Hafiz al-Asad przygotowywali kolejny zamach stanu. Przystąpili do działania, gdy 21 lutego 1966 minister obrony, Muhammad Umran, usunął z kluczowych stanowisk w armii trzech bliskich współpracowników Dżadida. Dwa dni później oddziały skierowane przez Dżadida aresztowały gen. al-Hafiza i doprowadziły do rozwiązania umiarkowanego Przywództwa Narodowego.
Przywódcą partii i państwa został Salah Dżadid, który nie objął żadnego stanowiska państwowego, lecz pozostawał
zastępcą sekretarza generalnego Przywództwa Regionalnego partii Baas, ale objął faktyczną władzę w państwie. Po zamachu stanu miały miejsce masowe aresztowania sympatyków umiarkowanej frakcji partii, w tym jej założycieli Aflaka i al-Bitara. Zakończyło to proces kolejnej wymiany elit w państwie. Na miejsce wykształconych inteligentów, urodzonych w miastach, przyszli politycy i wojskowi pochodzenia chłopskiego, wywodzący się z mniejszości wyznaniowych, o poglądach  radykalnie lewicowych.
Kierowana przez Dżadida partia konsolidowała autorytarne rządy w kraju. Utworzyła korporacyjne organizacje społeczne na wzór radziecki (np. Związek Rolników, związki studentów, młodzieży, kobiet, robotników). Kontroli państwowej zostało poddane całe szkolnictwo, w tym instytucje edukacyjne prowadzone przez prywatne stowarzyszenia religijne. W polityce zagranicznej zacieśniona została współpraca z ZSRR. Celem Syrii miało być również zniszczenie Izraela drogą palestyńskiego powstania ludowego. Na terenie kraju szkolone były palestyńskie formacje zbrojne.
W 1968 Syria, w sojuszu z Egiptem i Jordanią, stoczyła z Izraelem wojnę, która zakończyła się całkowitą klęską arabskiej koalicji. 5 czerwca 1967 lotnictwo izraelskie odniosło całkowite zwycięstwo nad zaskoczonymi syryjskimi siłami powietrznymi. 8 czerwca Syria zaakceptowała rozejm, odpowiadając na wezwanie Rady Bezpieczeństwa ONZ. Mimo to 9 czerwca minister obrony Izraela Mosze Dajan nakazał zajęcie wzgórz Golan. Źle wyszkolona i zorganizowana armia syryjska została pokonana w ciągu dwóch dni. Wymusiło to korektę polityki wewnętrznej i zagranicznej Syrii. W partii Baas ponownie doszło do sporu, czy dotychczasowy kurs polityczny powinien być kontynuowany, czy też powinna nastąpić jego korekta. Frakcja bardziej umiarkowana kierowana była przez Hafiza al-Asada, który odstąpił od głoszonych wcześniej radykalnych poglądów, uznając ich realizację za niemożliwą. Jesienią 1968 kongres partyjny postanowił zachować socjalistyczny kurs w gospodarce, ale ograniczyć interwencję partii w sprawy armii. Na spór ideowy nakładała się rywalizacja osobista Salaha Dżadida z Hafizem al-Asadem. Jej efektem było faktyczne powstanie dwóch ośrodków władzy w kraju - partyjnego i wojskowego. Przywództwo partii Baas zdominowane było przez zwolenników Dżadida, podczas gdy al-Asad, minister obrony, zdołał obsadzić na kluczowych stanowiskach w wojsku własnych sympatyków. Po tym, gdy wewnętrzny konflikt w Syrii doprowadził do fiaska interwencji w walkach palestyńsko-jordańskich w 1970, w Damaszku odbył się nadzwyczajny X Kongres Narodowy partii Baas. Ogłosił on, że Hafiz al-Asad jako minister obrony był winien klęski w wojnie sześciodniowej i pozbawił go wszystkich stanowisk. W odpowiedzi al-Asad przeprowadził zamach stanu i sam objął władzę dyktatorską w kraju.

### Rozłam w partii

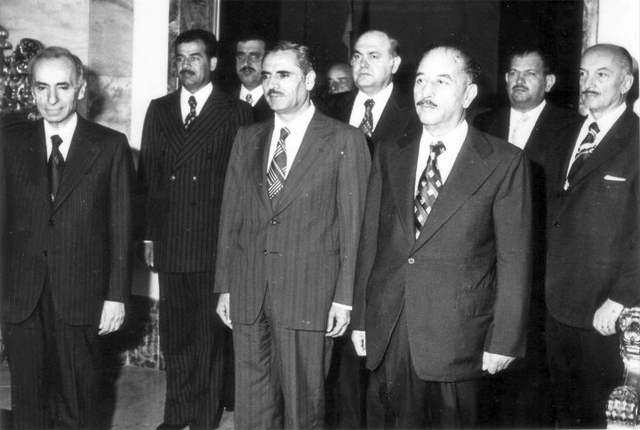
Michel Aflak (pierwszy z lewej), jeden z twórców partii Baas w Syrii, w składzie Przywództwa Narodowego partii Baas w Iraku, przed 1974

W drugiej połowie lat 60. XX wieku sukcesywnie pogłębiał się konflikt między dwiema najsilniejszymi krajowymi (regionalnymi) organizacjami baasistowskimi - syryjską i iracką. Partia w Iraku przejęła władzę w 1963, lecz jeszcze w tym samym roku ją straciła, by odzyskać kontrolę nad państwem po kolejnym przewrocie w 1968. Organizacja iracka była mniej radykalna niż syryjska frakcja Salaha Dżadida. Ten zaś uważał, że iraccy działacze partyjni nie byli godni zaufania, skoro nie potrafili utrzymać władzy po pierwszym zamachu stanu w 1963. Ostateczną przyczyną zerwania współpracy między organizacjami było przybycie do Bagdadu Michela Aflaka w 1968. Odtąd obydwie partie funkcjonowały równolegle, każda posiadała własne Przywództwo Narodowe aspirujące do przewodzenia w ruchu baasistowskim w całym świecie arabskim. Obydwie organizacje atakowały się wzajemnie propagandowo, a stosunki iracko-syryjskie były bardzo trudne.

#### Rządy Hafiza al-Asada w Syrii (1970-2000)

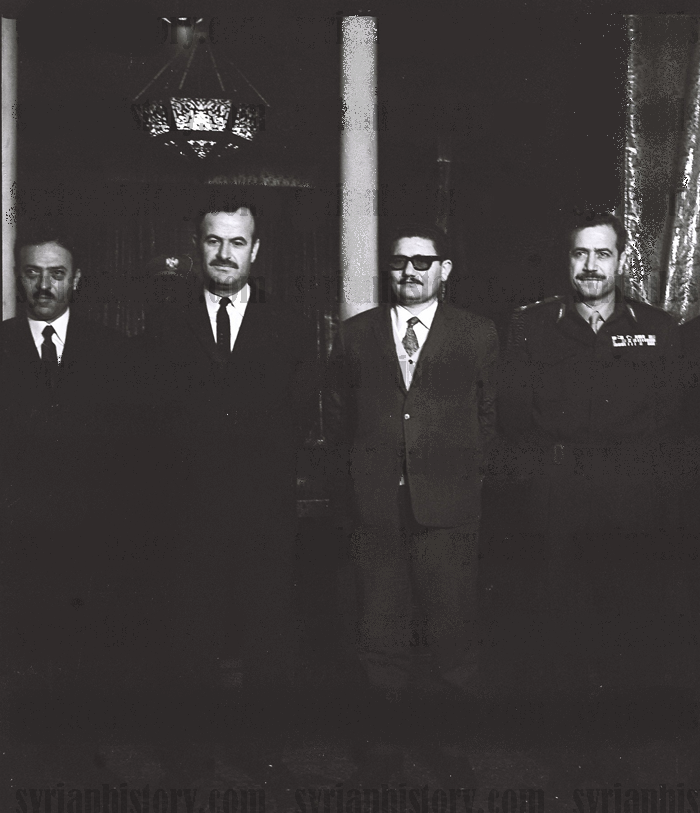
Przywódcy partii Baas po zamachu stanu Hafiza al-Asada. Od lewej Ahmad al-Chatib, Hafiz al-Asad, Abd Allah al-Ahmar, Mustafa Talas

Jedną z reform wprowadzonych przez Hafiza al-Asada, oficjalnie nazwanych Ruchem Korygującym, było ustanowienie fasadowego pluralizmu partyjnego. 23 listopada 1970, tworząc nowy rząd pod własnym kierownictwem, al-Asad powołał na ministrów nie tylko baasistów, ale również przedstawicieli innych partii uznanych za postępowe: socjalistów, komunistów i zwolenników restytucji ZRA. Współpraca partii Baas z tymi organizacjami została sformalizowana poprzez utworzenie Narodowego Frontu Postępu - stałej koalicji rządzącej partii z kilkoma mniejszymi ugrupowaniami lewicowymi. W praktyce prace Frontu były kontrolowane przez przedstawicieli partii Baas. W wyborach parlamentarnych w 1971 rządząca formacja zdobyła, według oficjalnych wyników, 60% głosów, natomiast pozostałe przypadły innym partiom należącym do Frontu. W marcu tego samego roku miał miejsce XI Syryjski Kongres Regionalny partii Baas, który wybrał nowe Przywództwo Regionalne z Hafizem al-Asadem jako sekretarzem generalnym. Kongres ogłosił, że cele partii pozostają niezmienione, są nimi socjalizm i jedność arabska, zaś zamach stanu al-Asada był jedynie „korektą” trwającej od 1963 rewolucji. Al-Asad zapowiedział również, że priorytetem w polityce państwa będzie odzyskanie ziem utraconych w wojnie sześciodniowej i dopiero po jego osiągnięciu wdrażane będą głębsze reformy wewnętrzne. 12 marca 1971 w ogólnokrajowym referendum, według oficjalnych wyników, Syryjczycy opowiedzieli się za objęciem przez al-Asada urzędu prezydenta Syrii.

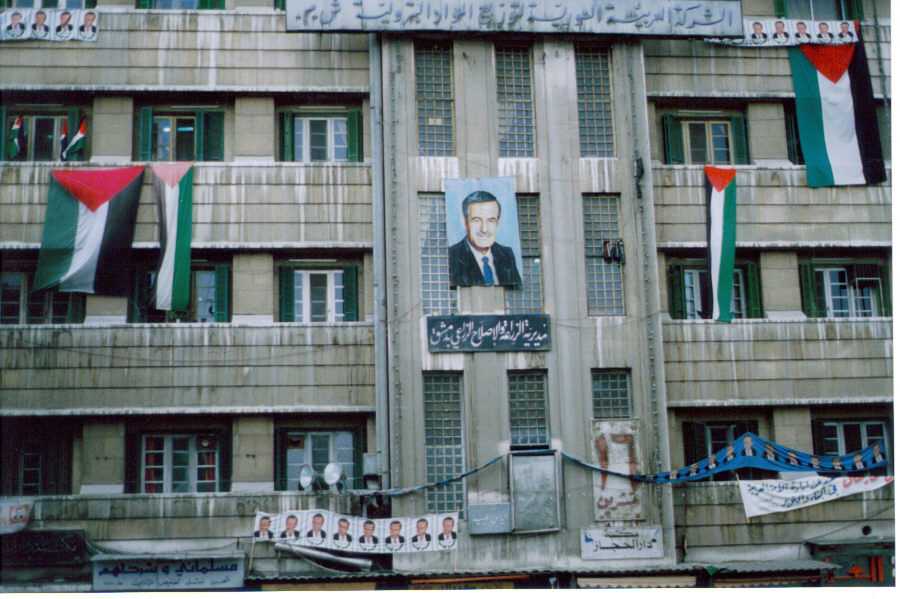
Plakaty z postacią Hafiza al-Asada i flagi syryjskiej na syryjskiej ulicy

Al-Asad dążył do konsolidacji własnej władzy i tak przekształcił partię Baas, by stała się jedynie jego narzędziem. Od momentu przejęcia przez niego władzy decyzje o kluczowych dla państwa zagadnieniach nie były podejmowane na partyjnych kongresach, ale w wąskim gronie najbliższych współpracowników prezydenta. Równocześnie członkostwo w partii było konieczne do zrobienia kariery w instytucjach państwowych. Struktury partyjne zostały w latach 70. XX wieku poważnie rozbudowane, by mogły funkcjonować równolegle do instytucji państwowych i na bieżąco kontrolować ich funkcjonowanie. Wzorem dla al-Asada były w tym zakresie partie komunistyczne w ZSRR i krajach satelickich, jednak model ten nigdy nie był ślepo powtarzany, a struktura organizacji zachowała swoiste cechy. W 1973 „przywódczą rolę partii Baas w państwie” zapisano w nowej syryjskiej konstytucji. Do partii należało wówczas 65 tys. osób. Status sympatyka organizacji można było uzyskać począwszy od 14. roku życia, zaś pełne prawa członkowskie od 18.. Już w 1970 Hafiz al-Asad stwierdził, że partia Baas nie będzie już „partią wybranych”, lecz organizacją masową. Trzy lata później przyjęta została nowa konstytucja Syrii, w której zapisano niezwykle szerokie kompetencje prezydenta, a partię Baas nazwano wiodącą siłą narodu, dla której przewidywano dominującą rolę w organach ustawodawczych.
Z upływem lat partia Baas stawała się coraz bardziej bezideowa, chociaż nigdy nie zrezygnowano z nazywania jej „partią awangardy rewolucyjnej”. Liderzy partii, podobnie jak bliscy krewni al-Asada, gromadzili znaczne majątki. Ci, którzy zajmowali się oprócz tego działalnością w biznesie, mogli liczyć na pierwszeństwo podczas wyznaczania wykonawców kontraktów publicznych. Takiej przemianie partii, obcej intencjom jej założycieli, sprzyjał proces tworzenia się sieci patronażu. Osoby piastujące kierownicze stanowiska wykorzystywały swoją pozycję, by wprowadzać do podległych struktur członków swoich rodzin, klanów lub chociaż wyznawców tej samej religii. Był on szczególnie silny od lat 80. XX wieku, gdy w obliczu kryzysu gospodarczego partia stawała się coraz bardziej pragmatyczna. W 1981 do partii Baas w Syrii należało 370 tys. osób. Hafiz al-Asad podkreślał, że jej celem powinno być pozyskanie jak największej liczby członków, w każdym wieku. W 1985 odbył się jej IX Kongres. Ustalono wówczas, że członkostwo w Przywództwie Regionalnym partii nie może być łączone z piastowaniem urzędu ministerialnego. W rządzie państwa i kierownictwie partii mogli zasiadać równocześnie premier i minister obrony.
Na początku lat 90. liczba członków partii przekroczyła milion, a sama organizacja według badań Raymonda Hinnebuscha przypominała „skostniały aparat urzędniczy”. Oportuniści, wstępujący do partii w nadziei na karierę, przeważali nad tymi, którzy szczerze utożsamiali się z baasizmem, dominowali zawodowi działacze. W 1992 blisko 25% członków partii stanowiły kobiety (w 1974 - 5,3%, w 1982 - 16,7%), z tego 50,9% było studentkami. Partia znacząco poszerzyła liczbę członków w całym kraju, chociaż nie zmieniały się ogólne tendencje rozwoju organizacji: była ona szczególnie popularna wśród studentów, uczniów i nauczycieli, częściej zdobywała poparcie wśród mniejszości religijnych niż wśród sunnitów, a szczególne trudności w rekrutacji nowych członków występowały na wsi.
W latach 1963–2000 Syria pod rządami partii przeszła gruntowną transformację społeczną. W całym kraju upowszechniono elektryczność i dostęp do wody bieżącej. Hafiz al-Asad ukończył budowę tamy na Eufracie, co umożliwiło do 1992 zelektryfikowanie 95% syryjskiej wsi (przed oddaniem tamy do użytku zelektryfikowanych było 5%). W 1960 roku ⅔ ludności powyżej 10 roku życia nie umiało czytać i pisać. W 1990 przynajmniej do szkoły podstawowej uczęszczało blisko 100% chłopców i większość dziewcząt, zaś 80% dzieci w wieku 10 lat było piśmiennych. Znacząco rozbudowano sieć szkół, chociaż nie zawsze ich poziom był wysoki. W kraju wzrósł wskaźnik średniej długości życia, spadł zaś - śmiertelności wśród niemowląt. Kolejne baasistowskie rządy dokończyły reformę rolną zapoczątkowaną jeszcze w czasie unii z Egiptem, likwidując zjawisko dzierżawienia ziemi przez chłopów od właścicieli ziemskich za zawyżoną opłatą.
W Syrii pod rządami partii Baas większość przedsiębiorstw, po nacjonalizacjach z lat 1964-1965, należała do państwa. Hafiz al-Asad, chociaż mniej radykalny w socjalistycznych poglądach niż poprzednie rządy, nie zliberalizował gospodarki, zachowując państwową kontrolę nad nią. Jedynie w 1991 wprowadzone zostały pewne ułatwienia dla przedsiębiorców, mające zachęcić zagranicznych inwestorów. Poziom represyjności rządów w Syrii zmieniał się w zależności od tego, na ile władze kraju czuły się zagrożone (był szczególnie wysoki po stłumieniu powstania islamistów). Równocześnie niezmiennie szerokie możliwości działania miały agencje wywiadu, które prawo stanu wyjątkowego wyjmowało spod wszelkiej kontroli. Organy państwowe były również wysoce skorumpowane.
Partia Baas i jej doktryna znacząco ukształtowały mentalność społeczeństwa syryjskiego i sposób postrzegania przez nie wielu problemów gospodarczych oraz politycznych (zwłaszcza z zakresu międzynarodowych relacji Syrii). W szkołach syryjskich obowiązkowe są zajęcia, podczas których przekazywane są podstawy ideologii partii i wpajany kult Hafiza al-Asada. W szczególności za sprawą partii szczególne miejsce w kulturze politycznej Syrii zajęła specyficzna wizja narodu arabskiego. Również język publicznych wystąpień syryjskich polityków oraz język mediów w znacznej mierze kształtowany był przez aparat pojęciowy wprowadzony przez baasizm. Wpływ baasizmu spadał jednak w miarę upowszechniania się narzędzi szybkiego obiegu informacji.

#### Od 2000 do wojny domowej

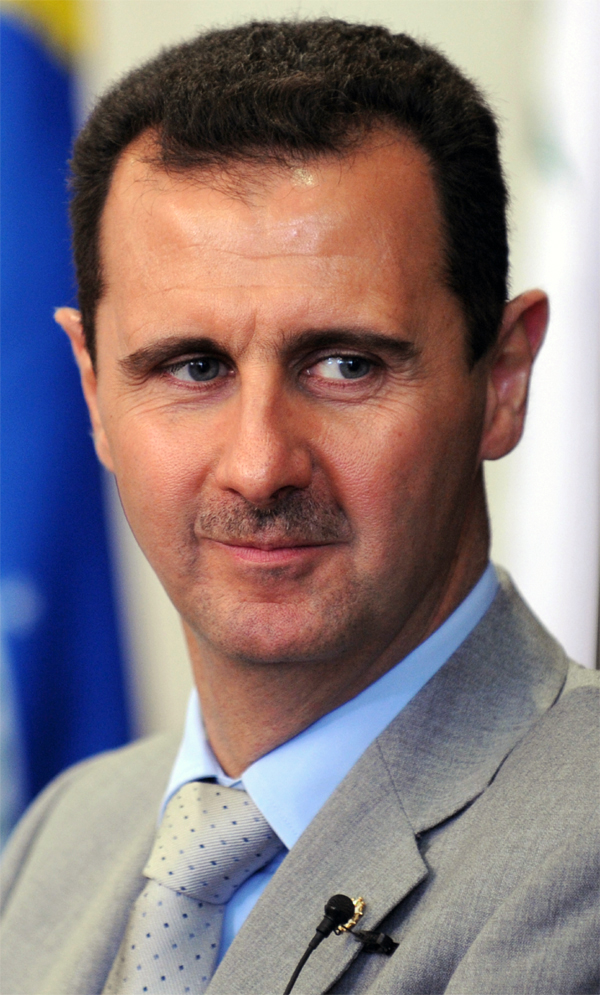
Baszszar al-Asad, sekretarz generalny syryjskiej partii Baas od 2000

W 2000 do partii należało 1,4 mln osób, z czego 35,7% stanowili studenci, 20,6% urzędnicy państwowi, 16,5% - rolnicy. Znaczący był również udział osób zrzeszonych w partii wśród żołnierzy i oficerów oraz wykładowców akademickich. W czerwcu tego roku po piętnastoletniej przerwie odbył się IX Kongres Partii Baas, którego najważniejszą decyzją był wybór Baszszara al-Asada na nowego Sekretarza Generalnego Przywództwa Regionalnego. W kolejnych latach sprawowania przez al-Asada urzędu prezydenta Syrii i przewodzenia w partii znaczenie organizacji w procesach decyzyjnych w kraju sukcesywnie spadało. Już obejmując obowiązki sekretarza al-Asad stwierdził, że ideologia partii jest nadal aktualna, równocześnie jednak zastrzegł, że ani partia nie powinna wchodzić w kompetencje administracji państwowej, ani instytucje państwowe nie powinny zdominować partyjnych. Sugerowało to, że al-Asad zamierza zrezygnować z nadzoru partyjnego nad wszystkimi organami państwowymi, który funkcjonował w okresie rządów jego ojca.
Na kongresie w 2000 miała miejsce dyskusja między zwolennikami dotychczasowego modelu działania partii, skupionymi wokół wiceprezydenta Abd al-Halima Chaddama, a tymi, którzy podobnie jak al-Asad zamierzali zwiększyć znaczenie struktur państwowych kosztem partyjnych. Do Przywództwa Regionalnego wybranego podczas kongresu wybrano reprezentantów obydwu grup, zarówno działaczy zasiadających w Przywództwie od wielu lat (wiceprezydenci Chaddam i Maszarika, Abd Allah al-Ahmar), jak i młodszych, protegowanych nowego lidera partii. W grudniu 2001 Baszszar al-Asad potwierdził swój plan ograniczania roli partii, wymuszając rekonstrukcję rządu Mustafy Miru i kierując do niego dziesięciu (na 36) ministrów niezrzeszonych w rządzącej formacji. Również spośród pozostałych wielu nie należało do organów kierowniczy partii, było tylko jej szeregowymi członkami. W lipcu 2003 Przywództwo Regionalne partii w uchwale uznało konieczność ścisłego rozdzielenia rządu i partii. Jako zadania tej ostatniej wskazało planowanie, nadzorowanie, przewodzenie, recenzowanie i przyjmowanie sprawozdań z działań organów rządowych, ale nie bieżącą ingerencję w ich funkcjonowanie. Było to uznanie faktów dokonanych, gdyż już rok wcześniej Baszszar al-Asad na mocy dekretu przeniósł na emeryturę wszystkich urzędników powyżej 60. roku życia, wprowadzając na ich miejsce 80 tys. nowych pracowników państwowych, z których wielu nie było związanych z partią. W 2003 zaprzestano również posługiwania się w odniesieniu do działaczy partyjnych określeniem towarzysz. Inną zmianą było przeprowadzenie wyborów sekretarzy oddziałów i komórek zakładowych partii według nowej, zdemokratyzowanej procedury. Zmiany zachodzące w partii potwierdzono na jej X kongresie w 2005.
Na kongresie w 2005 podjęto dyskusję nad wprowadzeniem w Syrii gospodarki rynkowej, usunięciem z nazwy partii odniesień do socjalizmu i przyjęcia prostej nazwy Partia Odrodzenia (Hizb al-Baas), dopuszczeniem partii niezrzeszonych w Narodowym Froncie Postępu do swobodnej działalności. Zdecydowano również o zredukowaniu liczby członków Przywództwa Regionalnego z 21 do 14 członków i wykluczeniu z niego tych działaczy, którzy przez wiele lat w nim zasiadali. Nowy skład Przywództwa Regionalnego był całkowicie lojalny wobec Baszszara al-Asada i popierał jego wizję rządzenia Syrią. Kongres zastrzegł, że członkami partii Baas muszą być premier, marszałek Zgromadzenia Ludowego i dziesięciu ministrów rządu. Ingerencja partii w działalność organów rządowych została jednak jeszcze bardziej ograniczona, a w szczególności dotyczyło to zagadnień ekonomicznych. Kongres uchwalił, że Syria nie będzie dążyć do budowy socjalizmu, co dotąd było deklarowanym celem, ale przyjmie model społecznej gospodarki rynkowej. Według Łukasza Fyderka po 2005 syryjskie Rady Ministrów posiadały realnie większą władzę, niż partia, co stanowiło odwrócenie sytuacji z okresu rządów Hafiza al-Asada. Równocześnie organizacja pełniła nadal w autorytarnym systemie władzy w Syrii pięć podstawowych funkcji:
- umożliwiała budowanie hierarchicznych struktur w całym społeczeństwie poprzez swoje oddziały zakładowe i lokalne, co z kolei ułatwiało wdrażanie decyzji władz w całym kraju,
- kontrolowała i kierowała w pożądaną przez władze stronę aspiracje różnych grup społecznych, czemu sprzyjało istnienie afiliowanych przy niej organizacji robotniczych, młodzieżowych, kobiecych, studenckich, rolniczych; partia Baas jako jedyna może legalnie prowadzić agitację na uczelniach i w wojsku,
- dawała możliwość awansu społecznego młodzieży wiejskiej i pochodzącej z mniejszości religijnych (funkcja ta straciła na znaczeniu w pierwszej dekadzie XX w. wskutek zmian w partii),
- stanowiła platformę integracji tradycyjnych grup solidarnościowych (klanów, rodów, grup religijnych) w społeczeństwo nowoczesne, budowała wspólną tożsamość syryjskiej elity politycznej,
- tworzyła społeczną bazę legitymizacji autorytarnej władzy; partia cieszyła się w pewnym stopniu autentycznym poparciem, przede wszystkim poza miastami[53][58]. Również ta funkcja traciła jednak na znaczeniu w miarę migracji ludności do miast i powstawania nielegalnych ubogich osiedli, na których aktywniejsi byli działacze różnych organizacji sunnickich[53].

Dwie rocznice związane z partią Baas były w Syrii świętami państwowymi: rocznica przewrotu w 1963 oraz rocznica wdrożenia Ruchu Korygującego.
Ok. 2011 partia liczyła 2,8 mln członków.

### Wojna domowa w Syrii
W 2011, pod wpływem wydarzeń Arabskiej Wiosny, w Syrii wybuchły protesty przeciwko autorytarnym rządom Baszszara al-Asada. W odpowiedzi Baszszar al-Asad zdymisjonował rząd Muhammada Nadżiego al-Utriego, doprowadził do zniesienia stanu wyjątkowego, który obowiązywał w kraju od 1963, zwolnił grupę kilkuset więźniów politycznych i zapowiedział dalsze reformy. Zapowiedzi te nie wykraczały jednak poza plany reform przedstawiane już w 2005. W kolejnych miesiącach al-Asad przystąpił do tłumienia wystąpień zbrojnie. Oficjalnie przedstawiano je jako efekt zagranicznego spisku i działalność terrorystów. Równocześnie w ramach ustępstw, które miały doprowadzić do zakończenia protestów, rząd Syrii wprowadził nowe prawo o partiach politycznych, tworzące system wielopartyjny. W 2012, drogą referendum, z konstytucji syryjskiej usunięto artykuł 8 dotyczący wiodącej roli partii Baas oraz wszystkie odniesienia do baasizmu w kontekście systemu oświaty, gospodarki, wojska, społeczeństwa. Protesty w Syrii nie wygasły i przerodziły się w wieloletnią i wielostronną wojnę domową.
W lipcu 2013 niemal całkowicie wymieniony został skład Przywództwa Regionalnego partii. Swoje stanowisko zachował jedynie sekretarz generalny, Baszszar al-Asad. Z Przywództwa usunięto m.in. zastępcę sekretarza regionalnego Muhammada Sa’ida Bichajtana oraz wiceprezydenta Faruka asz-Szarę. Nowi członkowie Przywództwa opisywani są jako osoby całkowicie lojalne al-Asadowi.
W grudniu 2024 r. rządy baasistów w Syrii zostały obalone przez proturecką koalicję organizacji zbrojnych działającą pod nazwą Syryjskiej Armii Narodowej oraz przez radykalną islamską grupę Hajat Tahrir asz-Szam. 29 stycznia 2025 roku partia została oficjalnie ostatecznie zdelegalizowana w Syrii i przestała całkowicie istnieć po prawie 68 latach istnienia.

## Struktura partii

Barwy partii

Formalnie najwyższym organem partii Baas jest Kongres. Jest on zwoływany nieregularnie, jednak wybory delegatów biorących w nim udział odbywają się w oddziałach terenowych partii co cztery lata. Kongres wybiera organy kierujące formacją na bieżąco: Komitet Centralny, liczący 90 członków, i Przywództwo Regionalne, w którym zasiada 14 osób. Ideologia baasizmu przyjmuje, że istnieje tylko jeden naród arabski i dąży do utworzenia jednego państwa obejmującego cały obszar zamieszkiwany przez Arabów. W związku z tym formalnie najwyższym organem w partii jest Przywództwo Narodowe, w założeniach kontrolujące komórki partii we wszystkich państwach arabskich. W rzeczywistości organ ten istnieje czysto symbolicznie, a realną władzę posiada Przywództwo Regionalne (tj. ogólnokrajowe, kierujące partią w jednym z regionów świata arabskiego).
Oficjalnym organem prasowym partii jest dziennik Al-Baas.

### As-Sa’ika
Syryjskiej partii Baas podlega As-Sa’ika - palestyńska organizacja zbrojna identyfikująca się z koncepcjami panarabskimi. Została ona utworzona w 1966 i od początku swojego istnienia rywalizowała z kierowanym przez Jasira Arafata Fatahem. Podlegała bezpośrednio Przywództwu Regionalnemu partii Baas. Do połowy lat 70. była to druga co do znaczenia, po Al-Fatahu, palestyńska organizacja zbrojna działająca w ramach OWP. Szczególnie aktywnie uczestniczyła w libańskiej wojnie domowej, walcząc przeciwko milicjom chrześcijańskim, a później także innym frakcjom palestyńskim („wojna o obozy”), wspólnie z interweniującą w Libanie armią syryjską. Gwałtownie straciła na znaczeniu w latach 80. XX wieku. Przeznaczone dla niej miejsca w Radzie Głównej OWP pozostają nieobsadzone.